# Rafinosa
La rafinosa és un glúcid trisacàrid compost per glucosa, fructosa i galactosa. Ocorre principalment en els llegums: soja, fesols, cigrons, pèsols, cacauets, etc. També s'ha trobat en alguns cereals, però el contingut de rafinosa sempre és menior que el de sacarosa.
La podem hidrolitzar amb α-galactosidasa, un enzim que no existeix en el tub digestiu humà (sí que hi ha β-galactosidasa (amb la qual sí que podem trencar el lligam de la galactosa, present en la lactosa). La sacarosa és la unitat principal de la rafinosa, unida a una molècula de galactosa.
En unir-s'hi una, dues o tres molècules de galactosa forma, respectivament, els següents oligosacàrids: estaquiosa, verbascosa i ajucosa.
Aquests hidrats de carboni fan gasos intestinals en l'ésser humà; és a dir, provoquen flatulència, perquè el tub digestiu no sintetitza l'α-galactosidasa, enzim que permet d'hidrolitzar aquests oligosacàrids amb el metabolisme normal dels aliments: per això no es paeixen ni a l'estómac, ni al budell prim, de tal manera que a l'ili i al còlon (budell gruixut), la flora intestinal normal els descompon en els corresponents monosacàrids, que alhora fermenten anaeròbicament i generen diòxid de carboni, hidrogen, àcids de cadena curta, i una mica de metà i altres composts. El procés de fermentació d'aquest sucre no té relació amb bacteris anaeròbics, com l'Escherichia coli, que són molt abundants en el budell.
La formació de gasos irrita las parets intestinals, n'excita la mucosa, i n'augmenta els moviments peristàltics, la qual cosa pot provocar, a vegades, un fort desig d'evacuar.
A més a més d'aquest oligosacàrid, hi ha altres aliments responsables de la producció de gasos. També fan flatulència algunes pentoses hidrolitzables en àcid, així com l'estaquiosa i els components fibrosos de la paret cel·lular d'alguns llegums.
La presència d'aquest oligosacàrid en la canya dolça pot reduir el rendiment del procés i inhibir la cristal·lització del sucre.